# Mazamet
Mazamet (prononcé [mazamet]) est une commune française, située dans le département du Tarn, en région Occitanie. Sur le plan historique et culturel, la ville de Mazamet se situe au pied de la Montagne Noire (un massif montagneux constituant le rebord méridional du Massif central).
Mazamet est une commune urbaine qui compte 10 123 habitants en 2022. Elle est la ville principale de l'aire d'attraction de Mazamet qui compte près de 13 000 habitants, et de l'aire urbaine de Mazamet qui compte quasiment 25 000 habitants. Elle est membre de la Communauté d'Agglomération Castres-Mazamet qui compte 80 000 habitants environ (sachant qu'en réalité le bassin de vie de Castres-Mazamet compte un peu plus de 100 000 habitants).
Les habitants de Mazamet sont appelés les Mazamétains ou  Mazamétaines.
Exposée à un climat méditerranéen altéré, elle est drainée par le Thoré, l'Arnette, l'Orbiel, le Rieumajou, le Rieussoule, le ruisseau des Esclayracs et par divers autres petits cours d'eau. La commune possède un patrimoine naturel remarquable composé de six zones naturelles d'intérêt écologique, faunistique et floristique.
Proche de l’Aude et de l’Hérault, Mazamet est située dans le sud du Tarn, et au cœur du Parc naturel régional du Haut-Languedoc, la ville se situe à mi-chemin entre Toulouse et Béziers.
Elle est la "capitale" du majestueux massif de la Montagne Noire (étant située au pied de la Montagne Noire).
Surnommée la « Ville aux 3 Abeilles », durant son histoire, Mazamet a vécu 150 ans de l'industrie du délainage et à un degré moindre de celle de la mégisserie. C'est la révolution industrielle de Mazamet.

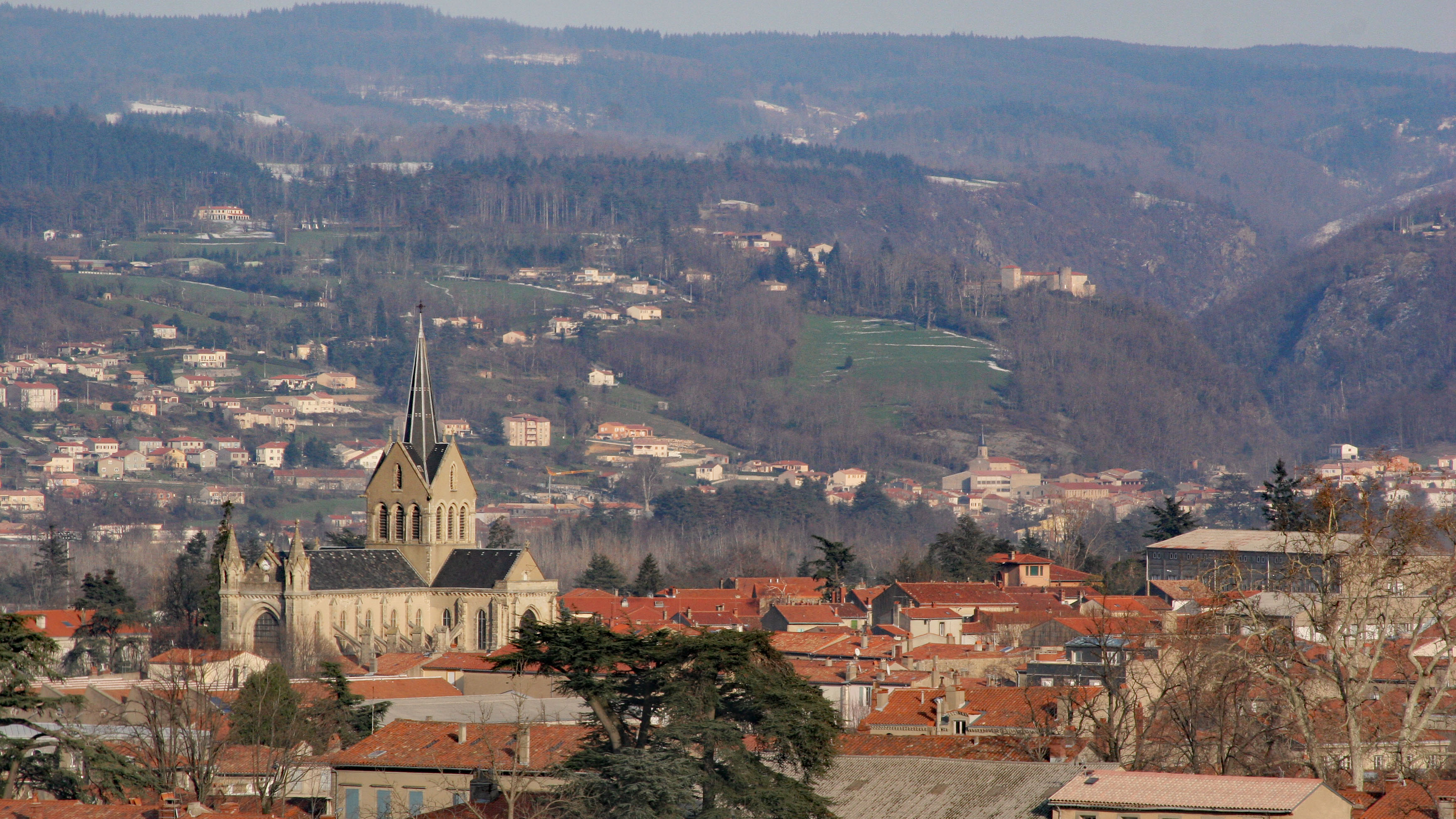
Église Notre-Dame à Mazamet avec son arrière-pays.

## Géographie

### Localisation
Située dans le sud du département du Tarn, la commune est limitrophe du département de l'Aude.

### Communes limitrophes
Les communes limitrophes sont Castans, Labastide-Esparbairenque, Les Martys, Mas-Cabardès, Pradelles-Cabardès, Roquefère, Aiguefonde, Aussillon, Bout-du-Pont-de-Larn, Labruguière, Pont-de-Larn et Saint-Amans-Soult.
| Aussillon                                           | Pont-de-Larn     | Bout-du-Pont-de-Larn                                                       |
| Aiguefonde                                          | Mazamet          | Saint-Amans-Soult                                                          |
| Labruguière, Les Martys (Aude), Mas-Cabardès (Aude) | Roquefère (Aude) | Castans (Aude), Pradelles-Cabardès (Aude), Labastide-Esparbairenque (Aude) |

### Géologie et relief
Mazamet est située au pied de la Montagne Noire et du village médiéval d'Hautpoul.
Le territoire de la ville s’étend de la plaine jusqu’au Pic de Nore, entre 213 mètres et 1 176 mètres d’altitude.

### Hydrographie

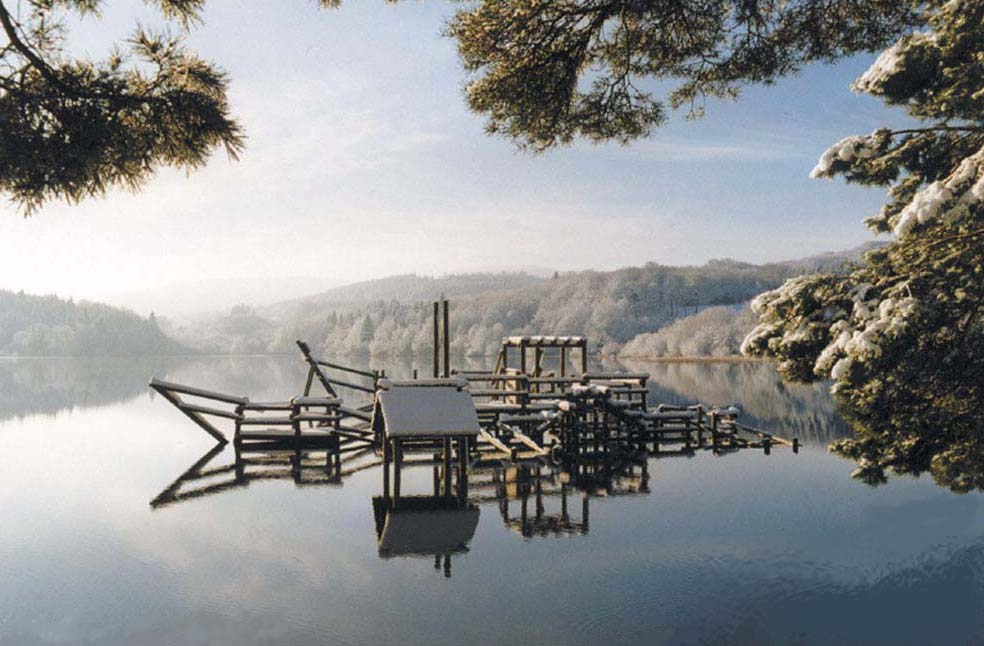
Lac des Montagnès, à 7 km de la ville.

Du fait de sa situation géographique particulière, Mazamet bénéficie d’influences méditerranéennes avec un climat ensoleillé (plus de 2300 heures d'ensoleillement par an), grâce notamment au vent d’autan qui dégage le ciel en hiver.
Deux rivières traversent la ville : le Thoré et l'Arnette.
La ville de Mazamet est à proximité de nombreux lacs et bassins : lac des Montagnès, lac de Laprade basse, bassin du Lampy neuf, lac des Cammazes, lac du Pas-des-Bêtes, lac des Saints-Peyres, lac de la Raviège, lac du Merle.

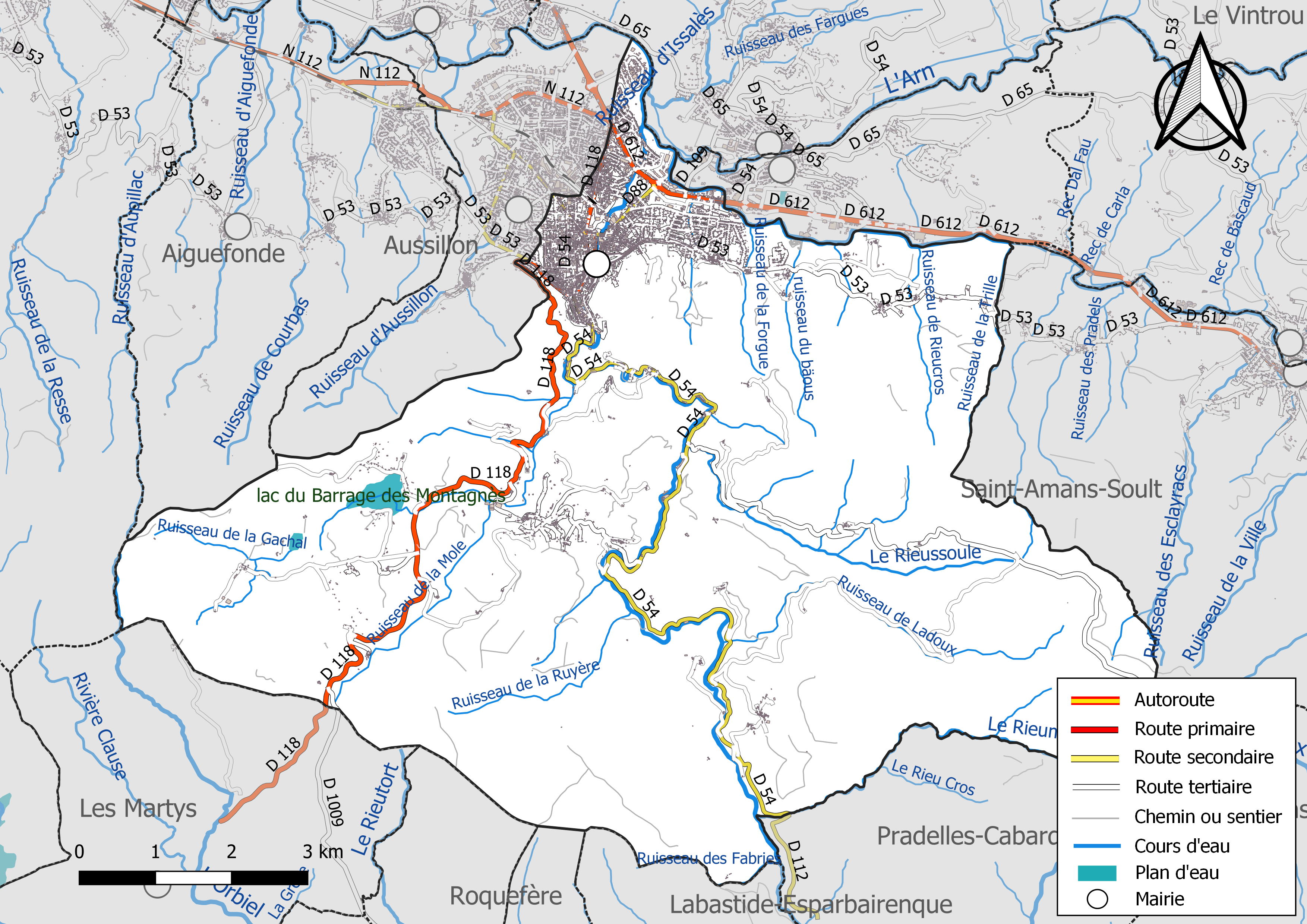
Réseaux hydrographique et routier de Mazamet.

### Voies de communication et transports

#### Routes
La ville est desservie par :
- la RN 112 en direction de Toulouse ;
- la D 612 en direction de Béziers à l'est et Albi au nord ;
- la D 118 en direction de Carcassonne ;
- l'autoroute Castres-Mazamet / Toulouse ; début des travaux en 2022 pour une ouverture fin 2025[5] ; la RN 126 sera doublée d'une autoroute dont certains tronçons sont déjà en service.

#### Transports en commun
La gare de Mazamet, située en centre-ville, est desservie quotidiennement par des TER Occitanie qui effectuent des missions entre les gares de Toulouse-Matabiau et de Mazamet.
Le réseau Libellus permet les déplacements dans toute l'agglomération, gratuitement. On retrouve Libellus à Mazamet, Castres et Aussillon. Mazamet est desservie par plusieurs lignes du réseau : la ligne 8 qui assure la desserte de l'ensemble de Mazamet ; la ligne 9 qui relie la gare de Mazamet à Aussillon ; la ligne 10 qui relie Mazamet à Castres.
Mazamet est également desservie par plusieurs lignes régulières du réseau régional liO : la ligne 753 la relie à Castres et à Béziers (prolongée jusqu'à Valras-Plage en période estivale) ; la ligne 762 la relie à Castres et à Saint-Pons-de-Thomières ; la ligne 768 la relie à Sémalens. Ces lignes transitent par la gare routière, située à proximité de la gare SNCF.

#### Transports aériens
L'aéroport de Castres-Mazamet est le plus proche de la commune. Il est desservi par plusieurs liaisons quotidiennes vers Paris et des liaisons vers la Corse l'été.

### Climat
Pour des articles plus généraux, voir Climat de l'Occitanie et Climat du Tarn.
En 2010, le climat de la commune est de type climat méditerranéen altéré, selon une étude du Centre national de la recherche scientifique s'appuyant sur une série de données couvrant la période 1971-2000. En 2020, Météo-France publie une typologie des climats de la France métropolitaine dans laquelle la commune est exposée à un climat océanique altéré et est dans une zone de transition entre les régions climatiques « Aquitaine, Gascogne » et « Provence, Languedoc-Roussillon ».
Pour la période 1971-2000, la température annuelle moyenne est de 13,1 °C, avec une amplitude thermique annuelle de 15,7 °C. Le cumul annuel moyen de précipitations est de 1 052 mm, avec 10,2 jours de précipitations en janvier et 5,3 jours en juillet. Pour la période 1991-2020, la température moyenne annuelle observée sur la station météorologique installée sur la commune est de 11,4 °C et le cumul annuel moyen de précipitations est de 1 179,1 mm. 
La température maximale relevée sur cette station est de 37,8 °C, atteinte le 26 août 2010 ; la température minimale est de −21,5 °C, atteinte le 16 janvier 1985,,.
| Mois                                  | jan.             | fév.           | mars           | avril           | mai           | juin          | jui.         | août           | sep.           | oct.          | nov.           | déc.           | année      |
| ------------------------------------- | ---------------- | -------------- | -------------- | --------------- | ------------- | ------------- | ------------ | -------------- | -------------- | ------------- | -------------- | -------------- | ---------- |
| Température minimale moyenne (°C)     | 1,1              | 1              | 3,1            | 5,4             | 9             | 12,3          | 14,2         | 14,4           | 11,4           | 8,7           | 4,7            | 2,3            | 7,3        |
| Température moyenne (°C)              | 4                | 4,4            | 7,1            | 9,6             | 13,4          | 17,2          | 19,5         | 19,8           | 16,1           | 12,3          | 7,7            | 5,2            | 11,4       |
| Température maximale moyenne (°C)     | 6,8              | 7,8            | 11             | 13,9            | 17,8          | 22,1          | 24,8         | 25,3           | 20,9           | 16            | 10,6           | 8,1            | 15,4       |
| Record de froid (°C) date du record   | −21,5 16.01.1985 | −15 10.02.1986 | −11,5 01.03.05 | −4,5 12.04.1986 | −1 04.05.1986 | 4 06.06.1994  | 6,5 24.07.11 | 2,5 29.08.1989 | 2,5 29.09.1993 | −4 23.10.1991 | −10 23.11.1988 | −11 31.12.1985 | −21,5 1985 |
| Record de chaleur (°C) date du record | 20,8 13.01.07    | 24 26.02.19    | 24,5 15.03.12  | 28 29.04.05     | 31,8 17.05.06 | 37,5 29.06.19 | 37 31.07.20  | 37,8 26.08.10  | 33,5 15.09.11  | 29 03.10.11   | 22,5 07.11.15  | 21,5 08.12.10  | 37,8 2010  |
| Précipitations (mm)                   | 122,6            | 95,2           | 101,4          | 110             | 114,2         | 81,6          | 61,5         | 59,4           | 82             | 104,8         | 126,8          | 119,6          | 1 179,1    |

| Diagramme climatique                                  |          |            |            |            |              |              |              |            |            |              |             |
| J                                                     | F        | M          | A          | M          | J            | J            | A            | S          | O          | N            | D           |
| 6,81,1122,6                                           | 7,8195,2 | 113,1101,4 | 13,95,4110 | 17,89114,2 | 22,112,381,6 | 24,814,261,5 | 25,314,459,4 | 20,911,482 | 168,7104,8 | 10,64,7126,8 | 8,12,3119,6 |
| Moyennes : • Temp. maxi et mini °C • Précipitation mm |          |            |            |            |              |              |              |            |            |              |             |

Les paramètres climatiques de la commune ont été estimés pour le milieu du siècle (2041-2070) selon différents scénarios d'émission de gaz à effet de serre à partir des nouvelles projections climatiques de référence DRIAS-2020. Ils sont consultables sur un site dédié publié par Météo-France en novembre 2022.

## Urbanisme

### Typologie
Au 1er janvier 2024, Mazamet est catégorisée centre urbain intermédiaire, selon la nouvelle grille communale de densité à sept niveaux définie par l'Insee en 2022.
Elle appartient à l'unité urbaine de Mazamet, une agglomération intra-départementale regroupant six  communes, dont elle est ville-centre,,. Par ailleurs la commune fait partie de l'aire d'attraction de Mazamet, dont elle est la commune-centre,. Cette aire, qui regroupe 4 communes, est catégorisée dans les aires de moins de 50 000 habitants,.

### Occupation des sols
L'occupation des sols de la commune, telle qu'elle ressort de la base de données européenne d’occupation biophysique des sols Corine Land Cover (CLC), est marquée par l'importance des forêts et milieux semi-naturels (77,7 % en 2018), une proportion sensiblement équivalente à celle de 1990 (78,4 %). La répartition détaillée en 2018 est la suivante : 
forêts (73,4 %), prairies (9,1 %), zones agricoles hétérogènes (6,1 %), zones urbanisées (4,6 %), milieux à végétation arbustive et/ou herbacée (4,3 %), zones industrielles ou commerciales et réseaux de communication (1,8 %), eaux continentales (0,4 %), espaces verts artificialisés, non agricoles (0,2 %). L'évolution de l’occupation des sols de la commune et de ses infrastructures peut être observée sur les différentes représentations cartographiques du territoire : la carte de Cassini (XVIIIe siècle), la carte d'état-major (1820-1866) et les cartes ou photos aériennes de l'IGN pour la période actuelle (1950 à aujourd'hui).

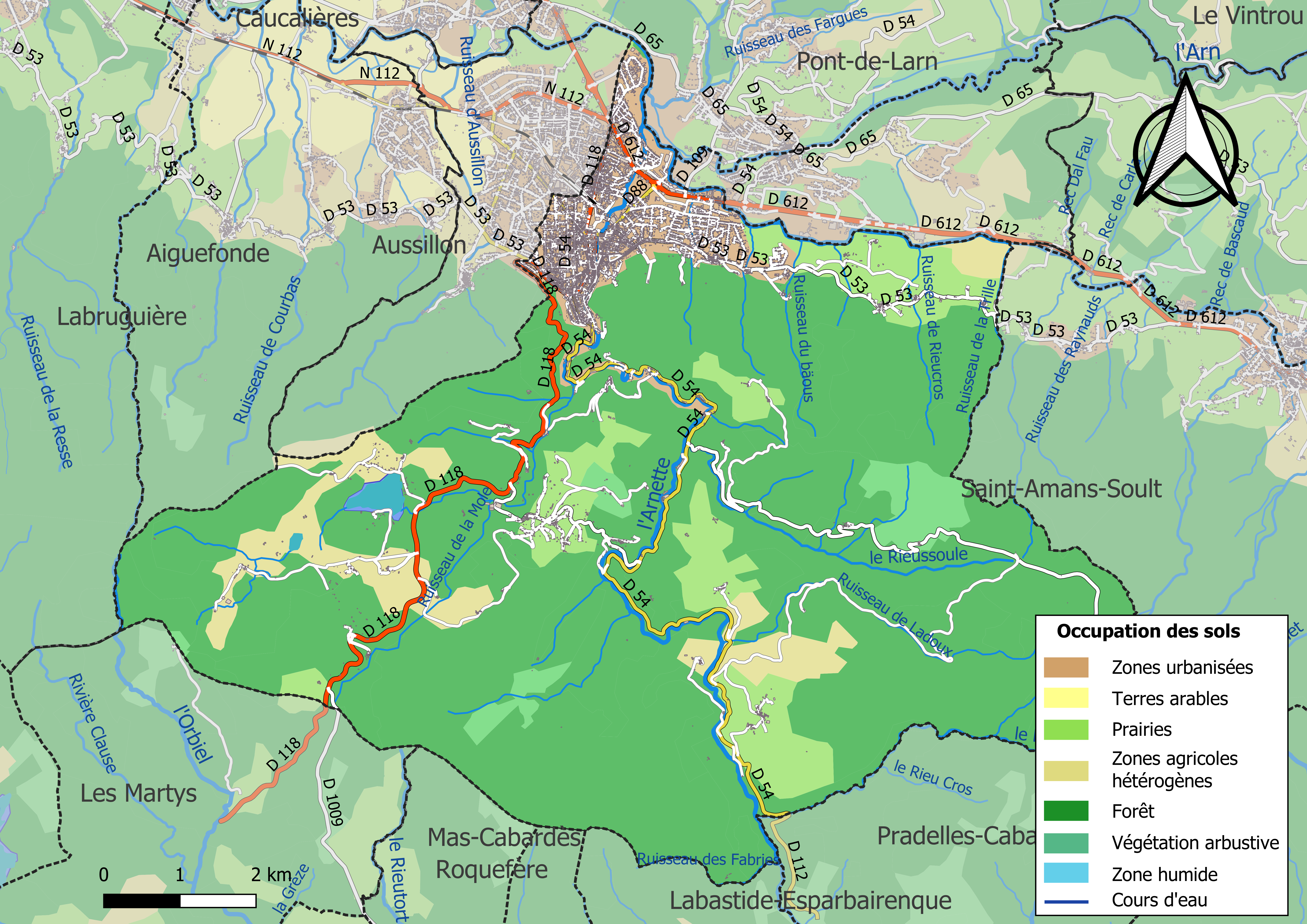
Carte des infrastructures et de l'occupation des sols de la commune en 2018 (CLC).

### Risques majeurs
Le territoire de la commune de Mazamet est vulnérable à différents aléas naturels : météorologiques (tempête, orage, neige, grand froid, canicule ou sécheresse), inondations, feux de forêts, mouvements de terrains et séisme (sismicité très faible). Il est également exposé à deux risques technologiques, le transport de matières dangereuses et la rupture d'un barrage, et à un risque particulier : le risque de radon. Un site publié par le BRGM permet d'évaluer simplement et rapidement les risques d'un bien localisé soit par son adresse soit par le numéro de sa parcelle.

#### Risques naturels
La commune fait partie du territoire à risques importants d'inondation (TRI) de Castres-Mazamet, regroupant 10 communes concernées par un risque de débordement de l'Agout et du Thoré, un des 18 TRI qui ont été arrêtés fin 2012 sur le bassin Adour-Garonne. Les événements passés les plus significatifs sont les crues du 3 au 5 mars 1930 où l'Agout atteint un débit de 3 000 m3/s au niveau du pont du chemin de fer de la Crémade (aval de Castres), avec des pertes humaines et dégâts matériels importants, et la crue des 12 et 13 novembre 1999 où le Thoré a atteint un débit de 900 m3/s à Labruguière, avec 4 victimes. Des cartes des surfaces inondables ont été établies pour trois scénarios : fréquent (crue de temps de retour de 10 ans à 30 ans), moyen (temps de retour de 100 ans à 300 ans) et extrême (temps de retour de l'ordre de 1 000 ans, qui met en défaut tout système de protection). La commune a été reconnue en état de catastrophe naturelle au titre des dommages causés par les inondations et coulées de boue survenues en 1982, 1991, 1995, 1996, 1999, 2011 et 2018,.
Mazamet est exposée au risque de feu de forêt. En 2022, il n'existe pas de Plan de Prévention des Risques incendie de forêt (PPRif). Le débroussaillement aux abords des maisons constitue l’une des meilleures protections pour les particuliers contre le feu,.

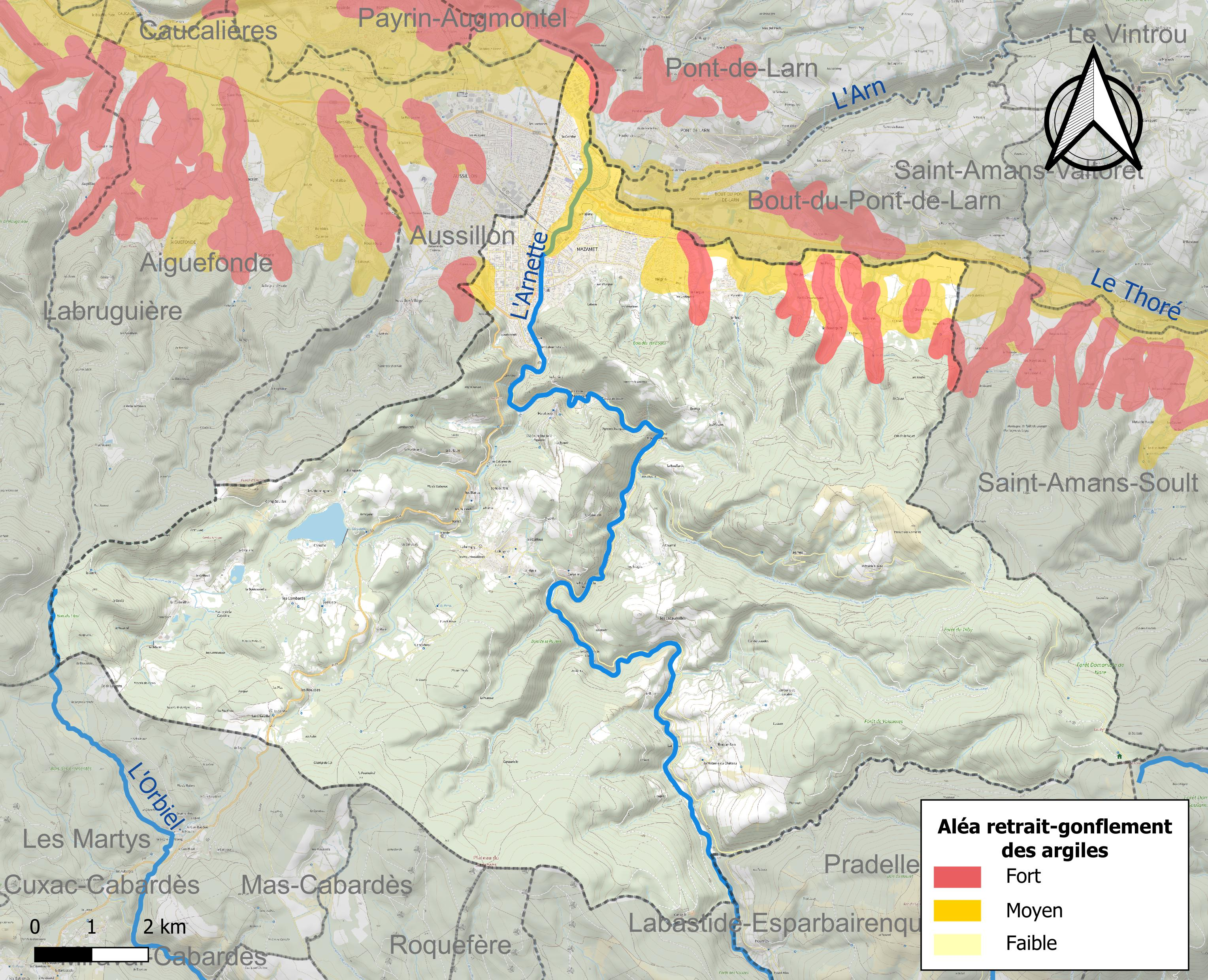
Carte des zones d'aléa retrait-gonflement des sols argileux de Mazamet.

La commune est vulnérable au risque de mouvements de terrains constitué principalement du retrait-gonflement des sols argileux. Cet aléa est susceptible d'engendrer des dommages importants aux bâtiments en cas d’alternance de périodes de sécheresse et de pluie. 6,6 % de la superficie communale est en aléa moyen ou fort (76,3 % au niveau départemental et 48,5 % au niveau national). Sur les 4 009 bâtiments dénombrés sur la commune en 2019, 932 sont en aléa moyen ou fort, soit 23 %, à comparer aux 90 % au niveau départemental et 54 % au niveau national. Une cartographie de l'exposition du territoire national au retrait gonflement des sols argileux est disponible sur le site du BRGM,.
Par ailleurs, afin de mieux appréhender le risque d’affaissement de terrain, l'inventaire national des cavités souterraines permet de localiser celles situées sur la commune.

#### Risques technologiques
Le risque de transport de matières dangereuses sur la commune est lié à sa traversée par des infrastructures routières ou ferroviaires importantes ou la présence d'une canalisation de transport d'hydrocarbures. Un accident se produisant sur de telles infrastructures est susceptible d’avoir des effets graves sur les biens, les personnes ou l'environnement, selon la nature du matériau transporté. Des dispositions d’urbanisme peuvent être préconisées en conséquence.
La commune est en outre située en aval d'un barrage de classe A. À ce titre elle est susceptible d’être touchée par l’onde de submersion consécutive à la rupture de cet ouvrage.

#### Risque particulier
Dans plusieurs parties du territoire national, le radon, accumulé dans certains logements ou autres locaux, peut constituer une source significative d’exposition de la population aux rayonnements ionisants. Certaines communes du département sont concernées par le risque radon à un niveau plus ou moins élevé. Selon la classification de 2018, la commune de Mazamet est classée en zone 3, à savoir zone à potentiel radon significatif.

## Toponymie
La ville de Mazamet est à l'origine peuplée d'habitants qui furent délogés d'Hautpoul. Lors de la croisade des albigeois, Simon de Montfort attaqua la forteresse et la détruisit après en avoir égorgé les habitants. Ceux qui en réchappèrent s'enfuirent, et, au retour de la paix en France, ils fondèrent le village de Mas aimat (pays aimé) sur les rives de l'Arnette, qui deviendra par la suite Mazamet.

## Histoire

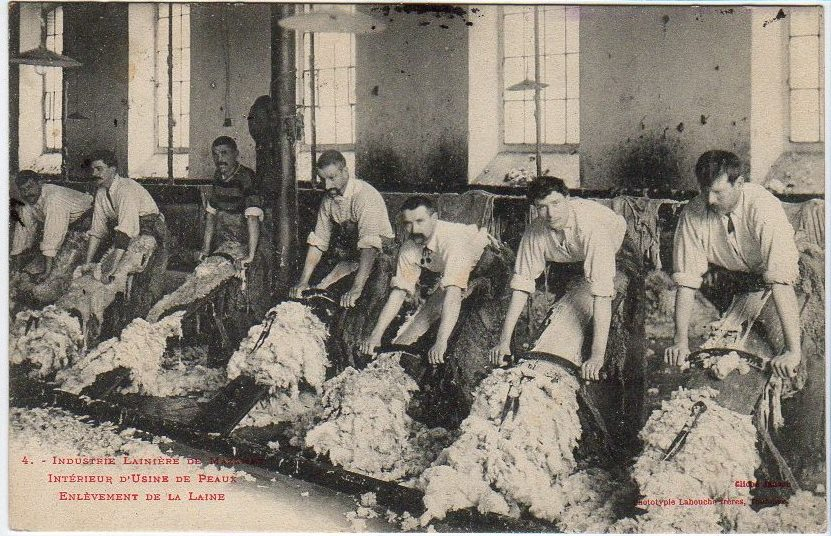
C'est en partie à ce travail des « délaineurs » que Mazamet doit sa notoriété internationale entre 1850 et 1980.

Au milieu du XIXe siècle, la petite ville de Mazamet créa une activité originale, le délainage, qui lui permit d'établir des liens commerciaux avec l'Argentine, l'Australie, l'Afrique du Sud, la Nouvelle-Zélande et l'Uruguay. Les arrivages se font principalement par le port de Marseille, ainsi que les ports de Sète et de Bordeaux. La production s'accroît sensiblement : elle est multipliée par quatre entre 1890 et 1930. Ainsi, en 1929, les usines de la ville importent plus de 50 000 tonnes de peaux et 3 000 tonnes de laines brutes, et exportent 26 500 tonnes de cuir et 2 000 tonnes de laines traitées, pour un chiffre d'affaires de près d'un milliard de francs.
Par ailleurs, mais à un degré moindre, l'industrie de la mégisserie, qui dépend en partie du délainage, trouva une bonne place dans la cité lainière. En 1930, il existe une quarantaine de mégisseries à Mazamet et Labastide-Rouairoux.
Le 17 mai 1973, pour provoquer une forte sensibilisation dans l'opinion sur la mortalité routière, la Prévention routière propose à la population de Mazamet (qui compte à l'époque environ 16 000 habitants, soit autant que le nombre de tués sur les routes en France l'année précédente) de se coucher symboliquement sur le sol, à 14 h 30, pendant dix minutes. La population de la ville se prête à cette opération. La circulation s’arrête, à 14 h 29, au signal convenu : un long coup de sirène ainsi que les cloches de la ville. L'opération « Mazamet, ville morte » est photographiée, notamment par le journaliste de l'ORTF Michel Tauriac, à l'origine de l'idée, et filmée. La ville est ainsi filmée du sol et des airs avec ses habitants allongés à même l'asphalte des rues et des trottoirs (comme s'ils étaient morts) et le documentaire qui en est tiré est diffusé sur la Première chaîne de l'ORTF peu après, sous le titre « Une ville rayée de la carte ». C'est une des premières campagnes de sensibilisation de la Prévention routière et elle a un retentissement national,,,,.

## Politique et administration

### Jumelages
Mazamet est jumelée avec :
- Rybnik (Pologne) depuis le 4 juin 1993[44].

## Population et société

### Démographie
L'évolution du nombre d'habitants est connue à travers les recensements de la population effectués dans la commune depuis 1793. Pour les communes de plus de 10 000 habitants les recensements ont lieu chaque année à la suite d'une enquête par sondage auprès d'un échantillon d'adresses représentant 8 % de leurs logements, contrairement aux autres communes qui ont un recensement réel tous les cinq ans,.

En 2022, la commune comptait 10 123 habitants, en évolution de +1,54 % par rapport à 2016 (Tarn : +2,52 %, France hors Mayotte : +2,11 %).
| 1793  | 1800  | 1806  | 1821  | 1831  | 1836  | 1841  | 1846  | 1851  |
| ----- | ----- | ----- | ----- | ----- | ----- | ----- | ----- | ----- |
| 5 474 | 5 474 | 6 055 | 6 101 | 7 098 | 8 151 | 8 584 | 9 662 | 9 894 |

| 1856   | 1861   | 1866   | 1872   | 1876   | 1881   | 1886   | 1891   | 1896   |
| ------ | ------ | ------ | ------ | ------ | ------ | ------ | ------ | ------ |
| 10 368 | 10 924 | 12 864 | 13 968 | 14 168 | 14 429 | 14 666 | 14 361 | 13 712 |

| 1901   | 1906   | 1911   | 1921   | 1926   | 1931   | 1936   | 1946   | 1954   |
| ------ | ------ | ------ | ------ | ------ | ------ | ------ | ------ | ------ |
| 13 978 | 14 386 | 14 764 | 13 748 | 14 615 | 15 428 | 15 447 | 15 083 | 17 070 |

| 1962   | 1968   | 1975   | 1982   | 1990   | 1999   | 2006   | 2011   | 2016  |
| ------ | ------ | ------ | ------ | ------ | ------ | ------ | ------ | ----- |
| 17 251 | 16 171 | 14 440 | 12 840 | 11 481 | 10 544 | 10 158 | 10 093 | 9 969 |

| 2021   | 2022   | - | - | - | - | - | - | - |
| ------ | ------ | - | - | - | - | - | - | - |
| 10 064 | 10 123 | - | - | - | - | - | - | - |

| selon la population municipale des années : | 1968 | 1975 | 1982 | 1990 | 1999 | 2006 | 2009 | 2013 |
| Rang de la commune dans le département      | 3    | 3    | 4    | 4    | 5    | 6    | 7    | 6    |
| Nombre de communes du département           | 326  | 324  | 324  | 324  | 324  | 323  | 323  | 323  |

On note une chute de la démographie importante depuis la fin des années 1960. En effet, avec le boum de la construction des années 1970, nombre de Mazamétains se sont installés dans les environs immédiats de la ville et de ce fait, ont changé de commune. Par exemple, Aussillon, la voisine de Mazamet, compte aujourd'hui un peu moins de 6 500 habitants, mais elle en comptait 8 200 en 1982. En fait les principaux bénéficiaires de cet exode urbain sont les communes d'Aiguefonde, Pont-de-Larn, Bout-du-Pont-de-Larn et Payrin-Augmontel qui entourent la ville de Mazamet.
Grâce au développement de son offre de logement (construction de nouveaux lotissements) et à la mise en place d’aides à la rénovation, la ville de Mazamet a retrouvé son attractivité et a vu sa population augmenter au dernier recensement.

### Enseignement

#### Écoles maternelles
- École maternelle de la République
- École maternelle des Bausses
- École maternelle Meyer
- École maternelle de Labrespy

#### Écoles primaires et élémentaires
- École primaire de la Lauze
- École primaire de Negrin
- École primaire de Notre-Dame
- École primaire Jeanne d'Arc-Saint-Jean
- École élémentaire de la République
- École élémentaire du Gravas
- École élémentaire des Bausses
- École élémentaire de Labrespy

#### Collèges
- Collège Jeanne-d'Arc
- Collège Jean-Louis-Étienne
- Collège Marcel Pagnol

#### Lycées généraux et professionnels
- Lycée polyvalent Maréchal-Soult
- Lycée Jeanne-d'Arc
- Lycée professionnel des métiers de la vente Jeanne-d'Arc
- Lycée professionnel Edouard-Barbey-M.A.-Riess
- Lycée professionnel des métiers de l'hôtellerie et de la restauration du Tarn

### Manifestations culturelles et festivités

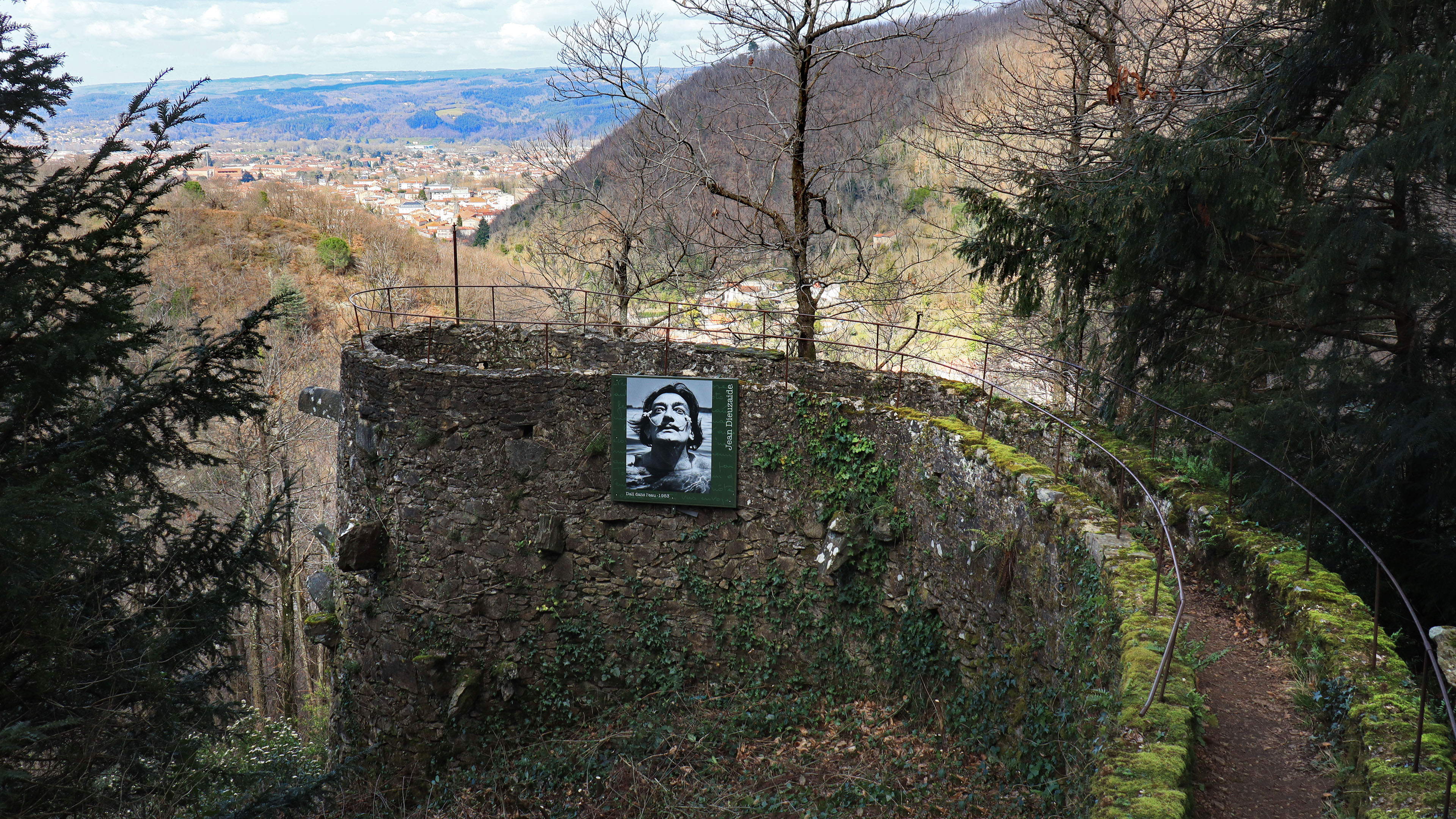
Exposition de photographies sur le sentier de la passerelle.

- Festival Optimômes, festival de théâtre de rue pour enfants, en lien avec la Fête du jeu près de la « Maison du Bois et du Jouet » au moulin de l'Oule à Mazamet, sur le thème du conte.
- Les Fêtes médiévales, animées par « les Compagnons de la Rocque d'Hautpoul[52] », au mois de juillet. Des animations proposent un voyage dans le temps et l'histoire (grand banquet dans le château, kermesse médiévale, spectacle son et lumière).
- De 1988 à 2008, le festival Fanfares sans frontières réunissait pendant une semaine une sélection européenne de fanfares, avec notamment la présence du groupe guadeloupéen Waka de Basse-Terre en 2003[53], la fanfare de la sixième flotte des États-Unis basée à Naples en 2004, ou encore une fanfare à vélo lors du passage du Tour de France 2007
- Marchés des producteurs de pays : tous les lundis les mois de juillet et août, devant l'office de tourisme de Mazamet.
- Cyclosportives Jalabert : tous les ans, le 3e dimanche d'août
- Les Floriales en avril : expositions florales, conférences, animations, troc plantes, marché aux plantes, artisanal et gourmand
- Bourse aux monnaies, fin septembre
- Festival Fanfares sans Frontières au début juillet
- Marché de Noël dans la Halle
- Feu d'artifice intercommunal en juillet (organisation communes de Mazamet, Bout du Pont de l'Arn et Pont de l'Arn)
- Rallye Montagne Noire
- Festival Musiques d'Eté co-organisé par l'AVPM et AGAPE qui propose plusieurs concerts de juillet à septembre
- Fête de Labrespy
- Fête de Roquerlan

### Sports
La commune de Mazamet accueille, ou a accueilli, plusieurs manifestations sportives, notamment en :
- Cyclisme

Mazamet est régulièrement ville étape de la Route du Sud.
En 2007, la commune accueillit le Tour de France 2007 lors de la 14e étape. En 2018, la commune est traversée par le Tour de France 2018 lors de la 15e étape.
- Automobile

Le rallye Montagne Noire : rallye 1re division coefficient 5 au cœur de la Montagne Noire a fêté ses 30 ans en 2009.
Jordan Berfa a décroché le titre de Champion de France des Rallyes Terre au terme du Rallye Terre de Vaucluse 2017.
Par ailleurs, certains de ses clubs, ou sportifs, ont réalisé des performances notables en :
- Rugby

Le Sporting Club mazamétain a été vice-champion de France et vainqueur du Challenge Yves du Manoir en 1958. Cette équipe comptait dans ses rangs Lucien Mias capitaine du XV de France. Après un titre de champion de France de 2e division en 1985, le Sporting club mazamétain a définitivement quitté l'élite en 1992 et joue aujourd'hui en Fédérale 1.
- Natation

Le Club Nautique Mazamet-Aussillon (CNMA), issu de la fusion du club Nautique de Mazamet et du Club d’Aussillon en 2008, a connu depuis sa création des résultats en forte progression. Deux nageurs se sont ainsi qualifiés pour les championnats de France de natation en 2009 et 2010 et une nageuse a intégré le groupe junior Europe.
Principales installations sportives
La ville dispose d'un stade municipal, où des terrains de sports pour la pratique du football, du rugby et du tennis sont disponibles, ainsi qu'une piste d'athlétisme.
L'aire de loisirs de Bonnecombe permet également la pratique de sports, avec deux aires couvertes, six terrains de sports, un boulodrome et un parcours sportif, notamment. Un skatepark et des gymnases équipent aussi la commune.

## Économie
La ville dispose d'un palais des congrès de 1 300 places.
Mécanique de précision (groupe Valeo), accessoires de couverture (groupe Terreal), le laboratoire Pierre Fabre, SOFIC dental division (fabrication de dispositif d’injection dentaires), société Menguy's (graines et olives d'apéritif), Cabrol Construction Métallique, la Société de Filature et de Tissage Jules Tournier Et Fils, Frayssinet (fabrication fertilisants organiques), Fantastic Art (atelier destiné à la création artisanale de costumes, accessoires et décors pour l’événementiel) constituent les activités de la commune.
De plus, la ville dispose d'un Institut de commerce international et d'un lycée hôtelier.

## Culture locale et patrimoine

### Lieux et monuments
- La cité médiévale d'Hautpoul : ruines du château d'Hautpoul et village médiéval d'Hautpoul avec ses ruelles piétonnes et pittoresques, vestiges d'enceinte et de deux châteaux ; pierre funéraire gravée.
- Kiosque à musique et monuments aux morts dans le jardin des promenades.

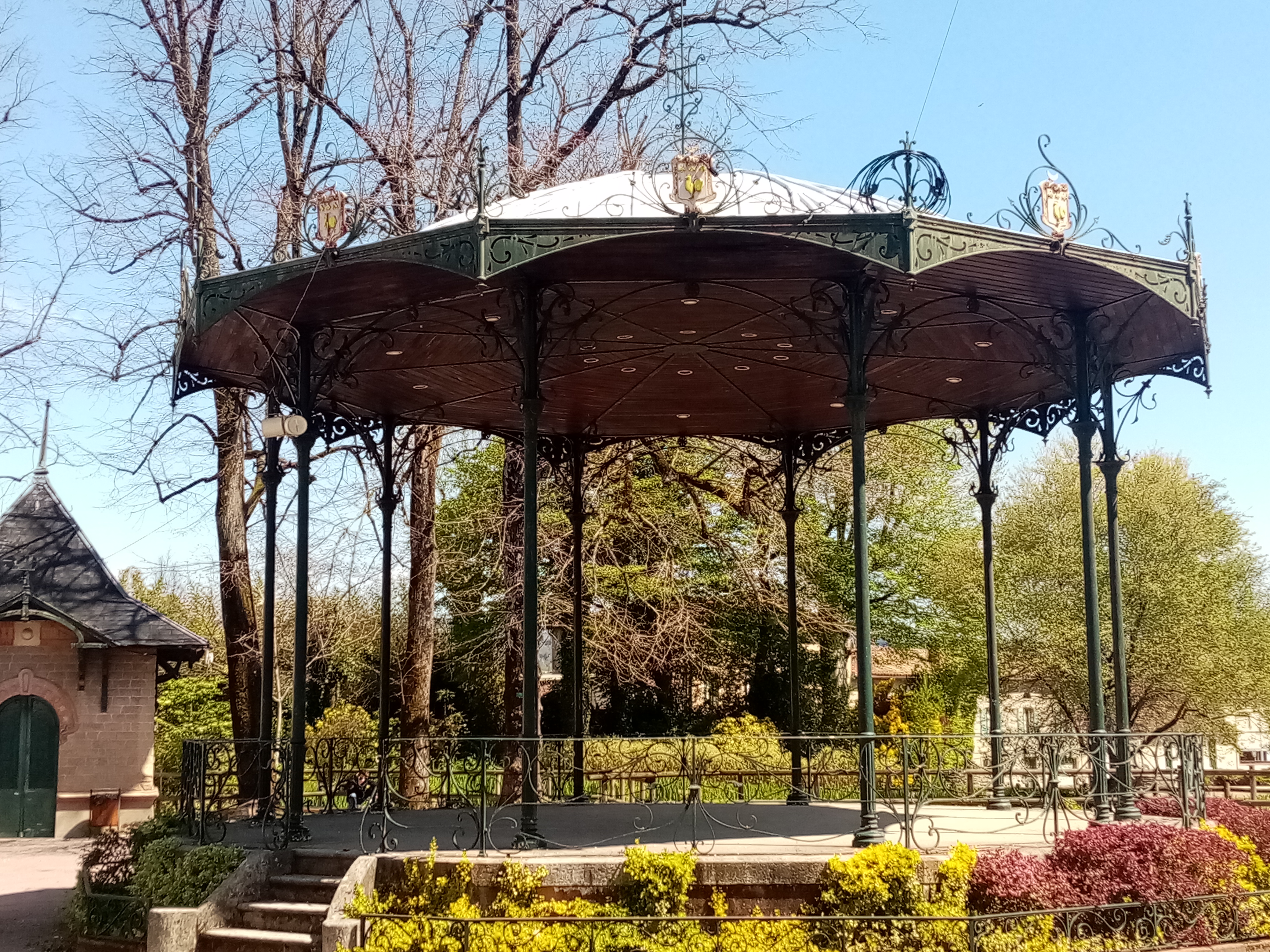
Kiosque à musique au jardin des promenades.

- Menhir des Prats : le plus grand menhir du Tarn.

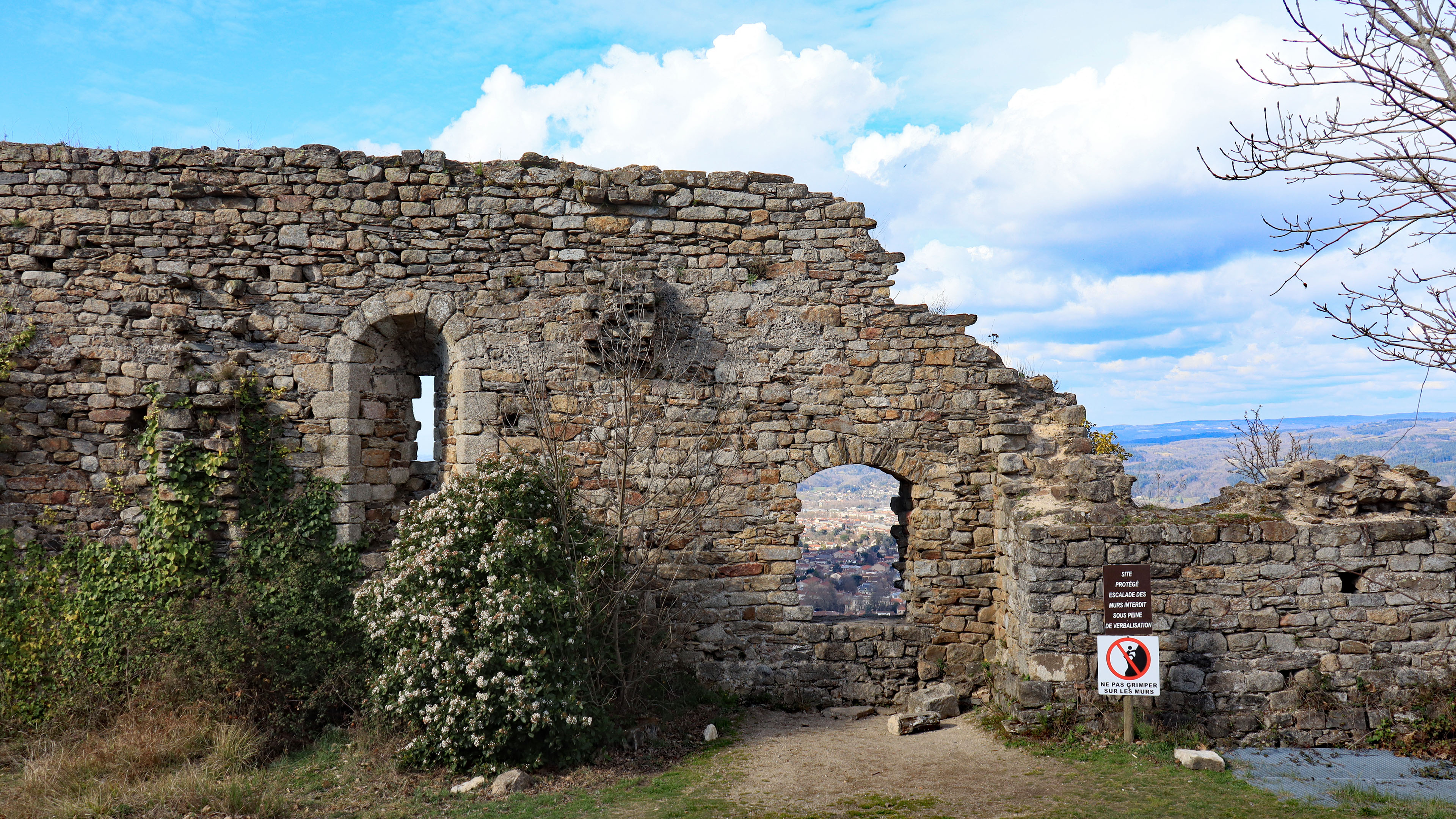
Ruines de Saint-Sauveur.

- Maison des Mémoires de Mazamet, ancienne Maison Fuzier abritant l'Office de Tourisme, des salons réaménagés dans le style du XIXe siècle, le Musée « Mémoire du catharisme occitan », des expositions sur l'histoire locale et les archives municipales.

- Les églises catholiques :

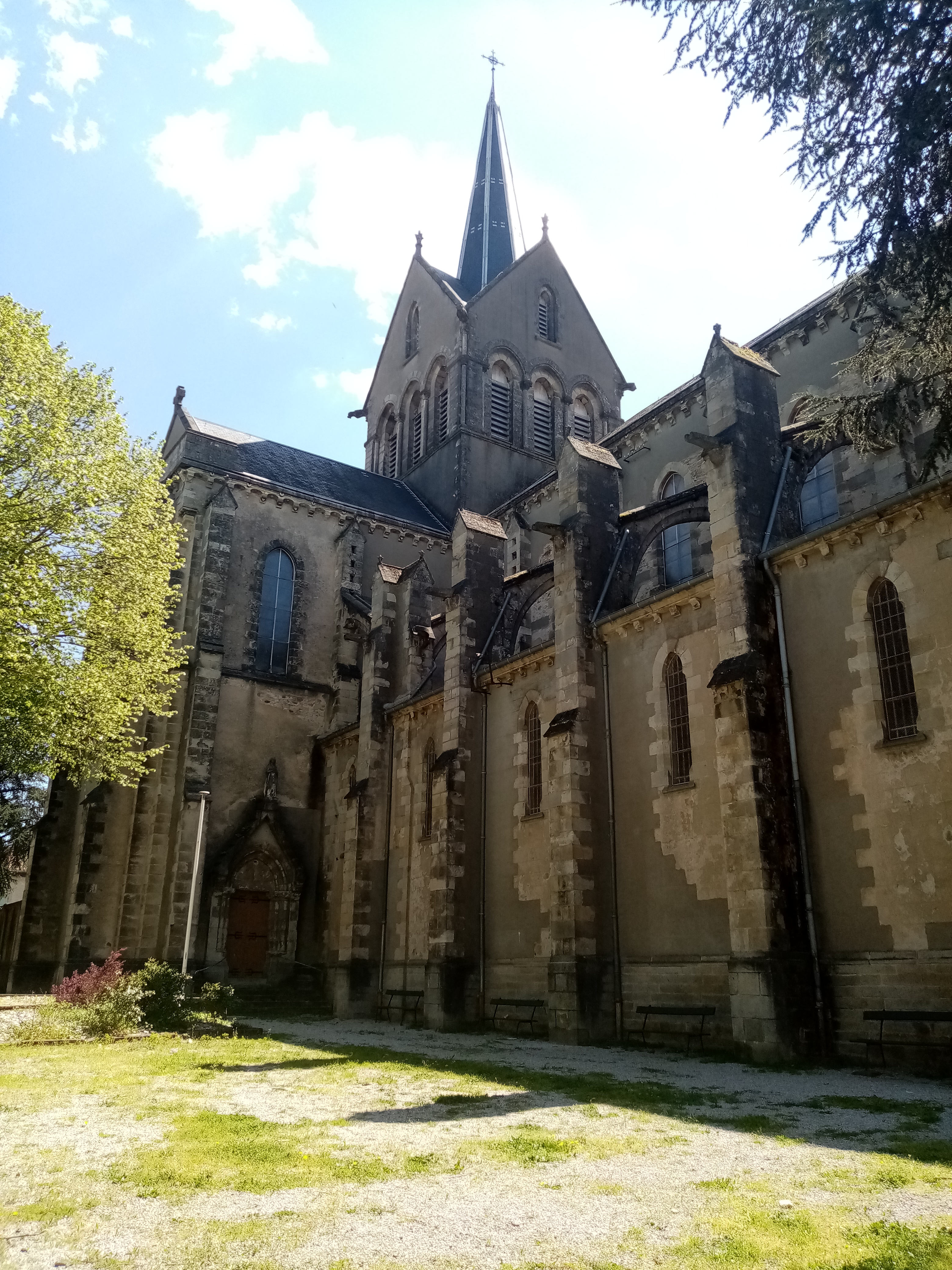
Église Notre-Dame avec son clocher et un petit square.

  - Église Notre-Dame de Mazamet du XIXe siècle (1872) ;
  - Église Saint-Augustin des Lombards ;
  - Église Saint-Julien de Roquerlan du XIXe siècle (1846) ;
  - Église Saint-Pierre-des-Plots de Mazamet ;
  - Église du Sacré-Cœur, art moderne XXe siècle (1959) ;
  - Monastère Sainte-Claire du Sacré-Cœur fondé au XIXe siècle (1887) ;
  - Église ruinée de village médiéval d'Hautpoul du XVe siècle ;
  - Chapelle Saint-Pierre des Plots du XIXe siècle (1824) ;
  - Chapelle de La Higue ;
  - Chapelle de Négrin ;
  - Chapelle du couvent des Clarisses de Mazamet ;
  - Chapelle Sainte-Bernadette de la Lauze ;
  - Église Saint-Sauveur de Mazamet du XVIIIe siècle (1740). L'édifice est inscrit au titre des monuments historiques depuis 2022 notamment pour les peintures marouflées de Régagnon.

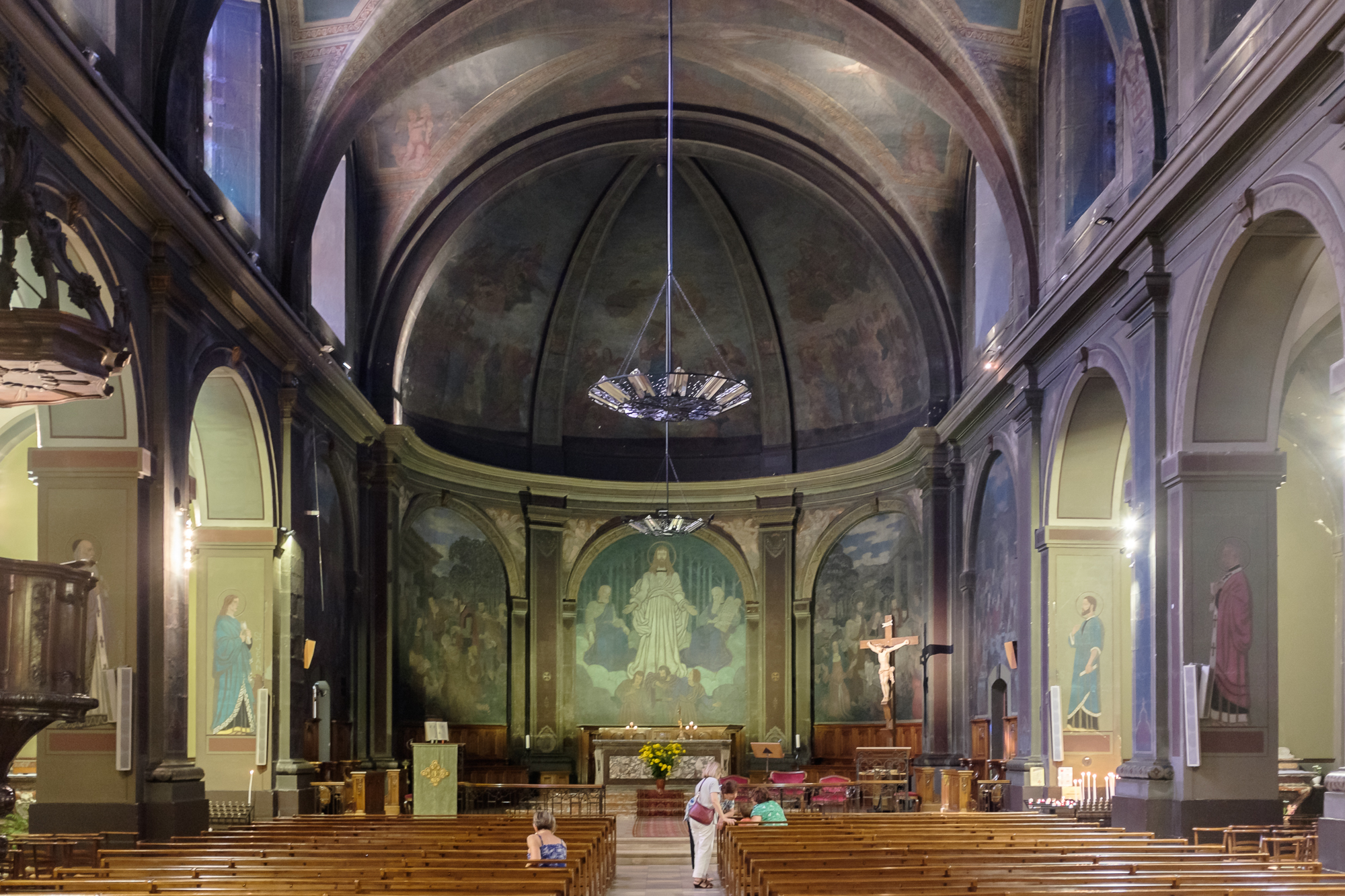
Nef de l'église Saint-Sauveur.
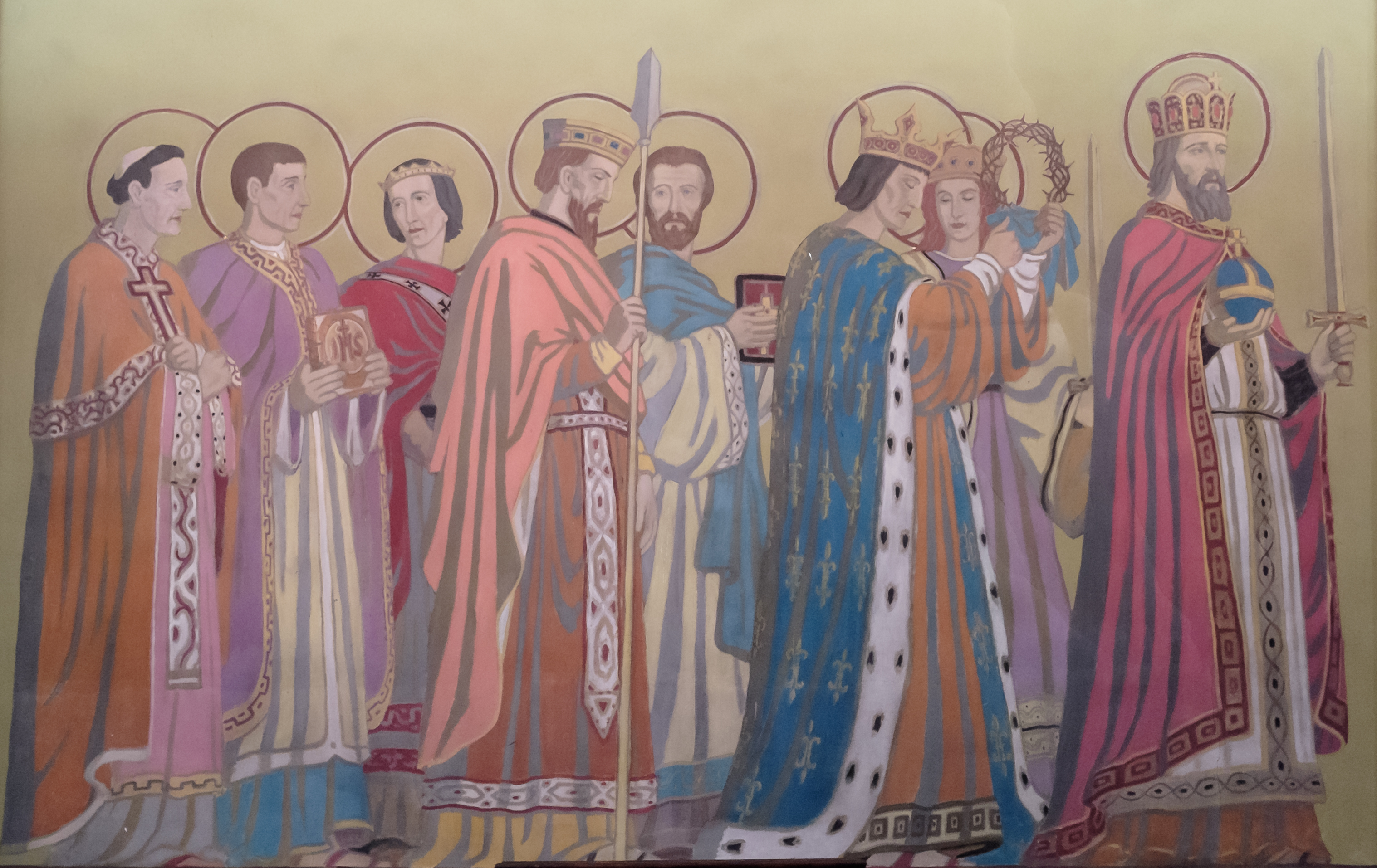
Peinture dans les vaisseaux latéraux de l'église Saint-Sauveur.
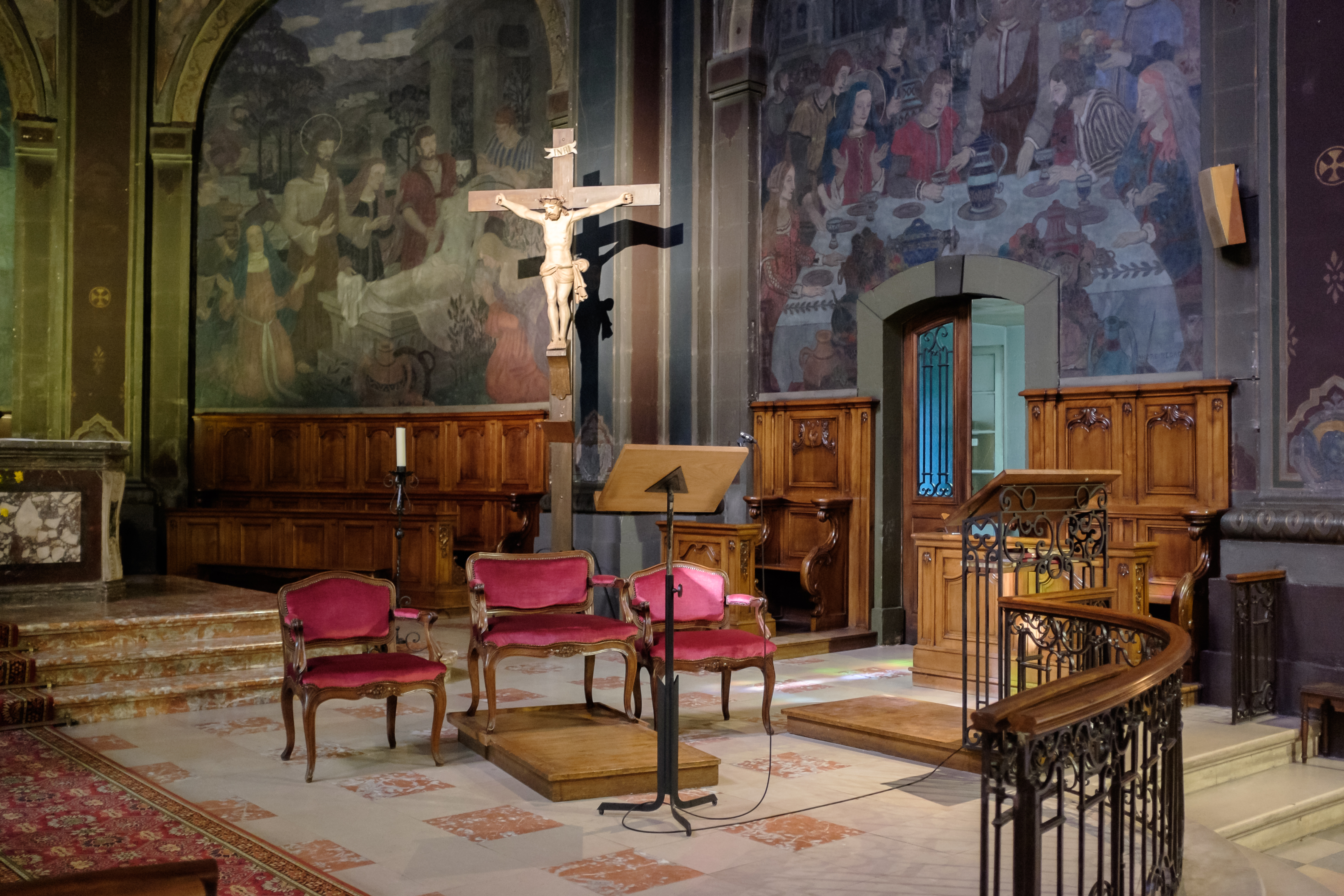
Chœur de l'église Saint-Sauveur.

- Les temples protestants :
  - Temple Saint-Jacques de l’Église protestante unie de France, XVIe siècle ;
  - Temple Neuf de Mazamet, classé au titre des monuments historiques ;
  - Temple Rouvière.

### Musées et centres culturels
- Le musée « Musée du Catharisme[57] », situé dans le même bâtiment que l'office du tourisme : 300 m² d'exposition consacrés à la découverte des réalités humaines de la foi cathare et de son histoire.
- La Maison du Bois et du Jouet, sur la route vers Hautpoul. Ce musée est complété d'un arboretum et d'un parcours naturel sur le thème des contes.

### Tourisme

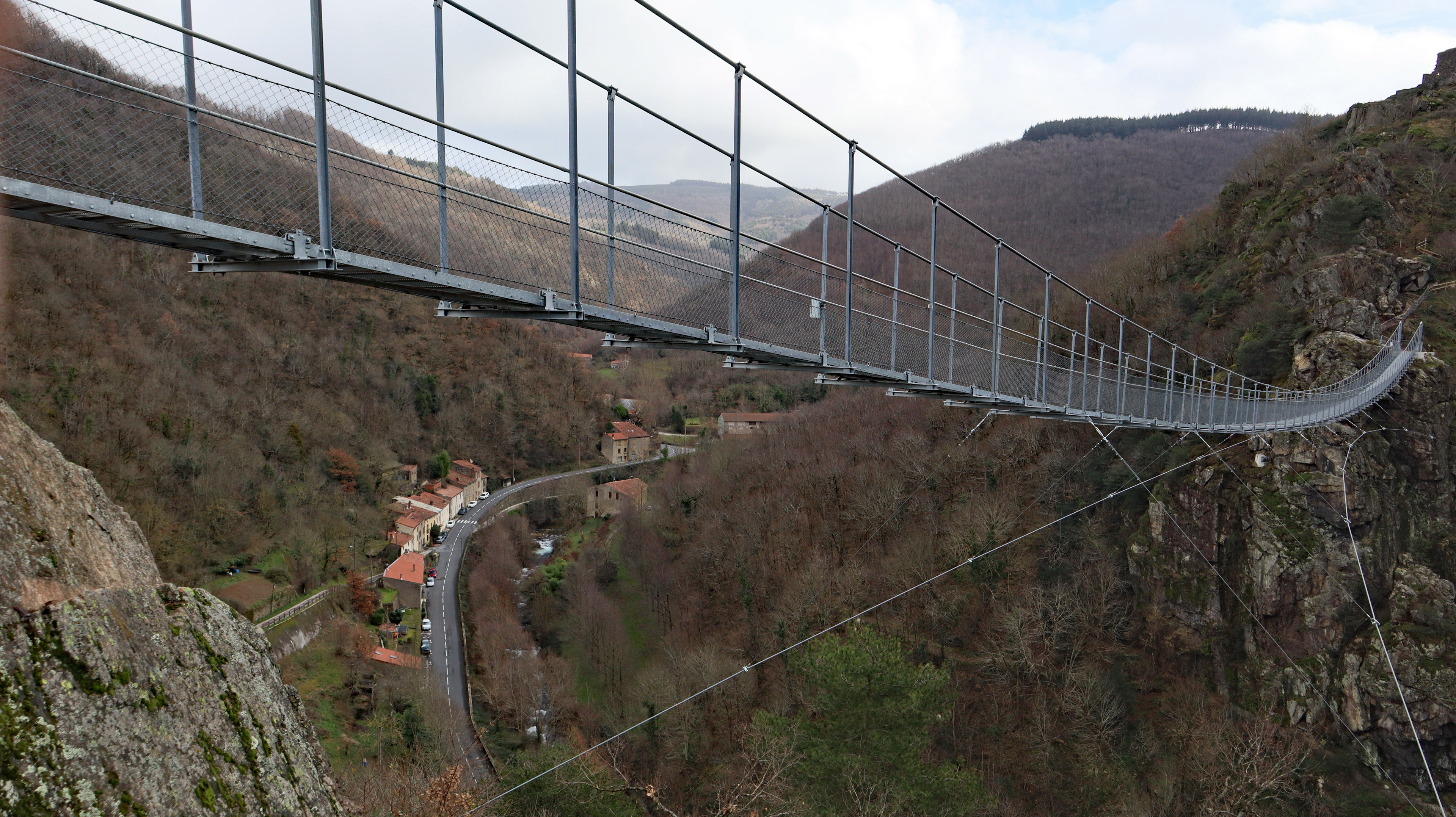
La passerelle de Mazamet.

La passerelle de Mazamet est une passerelle piétonne de 140 mètres, construite en 2018. Elle franchit la vallée de l'Arnette à 70 mètres de hauteur et permet de relier l'ancienne église de Saint-Sauveur au village d’Hautpoul.

### Personnalités liées à la commune
- Jacques de Rozet (après 1564 - après 1646): baron de la Nogarède, chef de guerre huguenot
- Jacques Garrigue (1677-1730) : orfèvre, joaillier et presbytre de l’église française réformée à Magdebourg, né à Mazamet ;
- Pierre Rouché dit Jacob (1751-1807), général des armées de la République, y est né ;
- Clément Caraguel (1816-1882) : journaliste et littérateur né à Mazamet ;
- Edouard Barbey (1831-1905): homme politique, trois fois ministre de la Marine, vice-président  du Sénat, maire de Mazamet, parlementaire et président du Conseil Général du Tarn ;
- Henri Pistre (1900-1981) : prêtre surnommé le « Pape du rugby » et né à Mazamet[59] ;
- Pierre Sancan (1916-2008), compositeur, pianiste et professeur de piano né à Mazamet ;
- Pierre Barraillé (1923-2005) : maire de Mazamet de 1953 à 1977 et conseiller général du Tarn de 1954 à 1967. On lui doit notamment le Palais des Congrès en 1969 (le plus grand de Midi-Pyrénées à cette époque, rebaptisé Palais des Congrès Pierre-Barraillé le 23 octobre 2012 lors d'une cérémonie commémorative[60]) et le Stade Nautique, pourvu d'un bassin olympique, en 1970. Il était aussi à la tête d'une manufacture de tissus puis d'une entreprise de produits pétroliers[60] ;
- Pierre Capretz (en) (1925-2014), auteur d'une série télévisée aux États-Unis pour l'enseignement du français, French in Action (en), né à Mazamet ;
- Jacques Lepatey (1929-2024), rugbyman français semblant y être né aussi ;
- Lucien Mias (1930-2024) : joueur de rugby à XV du Sporting club mazamétain ayant joué en équipe de France. Il meurt à Mazamet ;
- Jean-Claude Raynaud (1937) : organiste professeur au conservatoire national de Paris, y est né ;
- Michel Mouïsse (1939) : évêque de Périgueux né à Mazamet ;
- Rémy Cazals (1942) : historien né à Mazamet ;
- François Girbaud (1945) : styliste né à Mazamet ;
- Louis Ferrié (1946) : footballeur né à Mazamet ;
- Claude Ferran (1948) : animateur de radio et dessinateur de presse né à Mazamet ;
- François Auque (1956) : dirigeant d’entreprise né à Mazamet ;
- Patrick Fort (1957) : joueur de rugby à XV né à Mazamet ;
- Laurent Jalabert (1968) : cycliste né à Mazamet ;
- Nicolas Jalabert (1973) : cycliste né à Mazamet ;
- Espé (1974) : dessinateur de bande dessinée né à Mazamet ;
- Jean-Louis Barcelona (1975) : comédien né à Mazamet ;
- Alessandro Stoica (1976) : joueur de rugby international italien du Sporting club mazamétain ;
- Édouard Barthès (1990) : entrepreneur né à Mazamet ;
- Thomas Ramos (1995) : joueur de rugby à XV du Stade Toulousain né à Mazamet et jouant en Équipe de France depuis début 2019.
- Christophe Bassons (1974) : cycliste né à Mazamet

### Héraldique
| Mazamet | Son blasonnement est : D'azur au coq d'or crêté, becqué et barbé de gueules, surmonté de trois abeilles aussi d'or rangées en chef. La devise de la ville est : Crescam et lucebo. En français : « Je croîtrai et je brillerai ». | Blasonnement et devise de Mazamet |

## Culture populaire

### Littérature
- La Rumeur de Mazamet, de Jean Cau, Pré aux Clercs, 1991.